# Musée Pars
 (novembre 2019).
Si vous disposez d'ouvrages ou d'articles de référence ou si vous connaissez des sites web de qualité traitant du thème abordé ici, merci de compléter l'article en donnant les références utiles à sa vérifiabilité et en les liant à la section « Notes et références ».

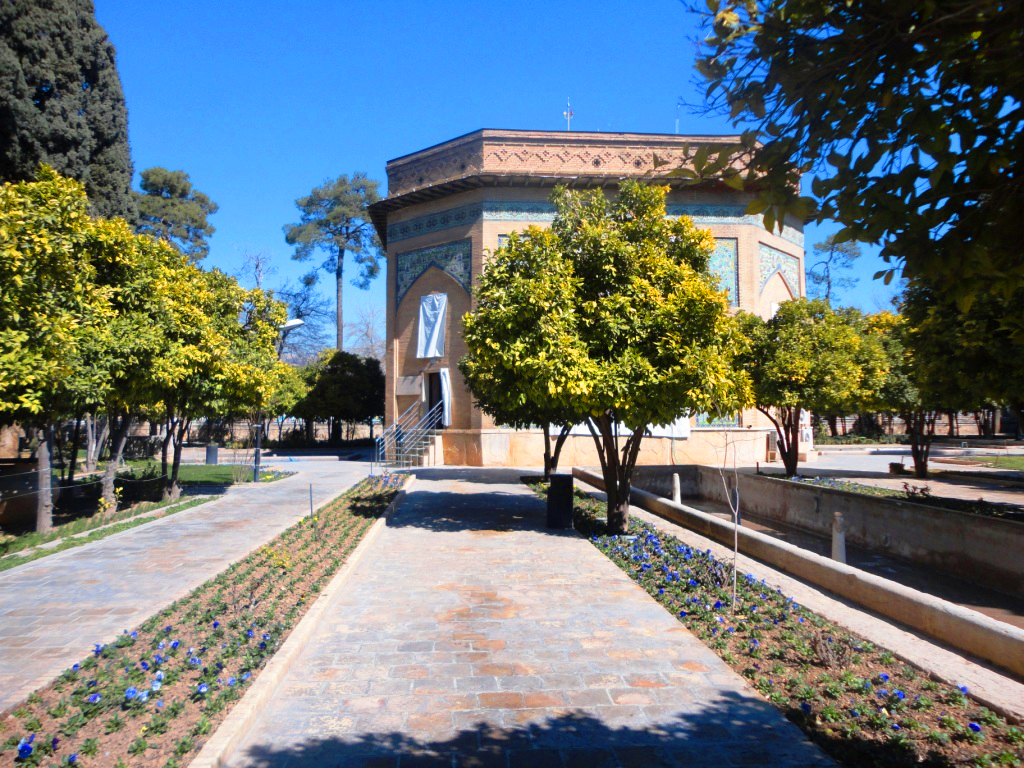
Musée Pars de Chiraz

Le musée Pars (en persan : موزه پارس) est un musée situé à Shiraz, dans la province de Fars, dans le sud de l'Iran. Fondé en 1936 sous Reza Shah Pahlavi, il est situé dans le jardin Nazar.
Le bâtiment octogonal était le lieu d'accueil des invités royaux sous la dynastie des Zand d'Iran. Il était également utilisé pour la tenue de cérémonies officielles.
C'est aussi le lieu de sépulture de Karim Khan Zand .

## Jardin Nazar
L'ancien jardin Nazar était l'un des plus grands jardins de Shiraz pendant le règne safavide (1501–1722). Pendant la dynastie des Zand (1750-1794), Karim Khan construisit une structure octogonale appelée Kolah Farangi. Il était utilisé pour recevoir et divertir les invités et ambassadeurs étrangers et pour organiser des cérémonies officielles.

### Musée Pars
En 1936, le pavillon devint un musée. C'était le premier musée situé en dehors de la capitale, Téhéran. Les motifs en brique, le carrelage, les tableaux et les grands embrèvements en pierre font partie des caractéristiques architecturales du bâtiment.
Le musée Pars est une exposition de près de 30 Corans manuscrits, et de plusieurs magnifiques peintures d’artistes persans célèbres. Parmi les peintures, on trouve la célèbre Shisha à Fumer de Karim Khan, créée par Jafar Naqash.